# Sarmanaj
Sarmanaj (ros. Сарманай) – wieś (sieło) w Rosji, w obwodzie orenburskim, w rejonie szarłyckim. W 2021 liczyła 668 mieszkańców, głównie Tatarów.